# John Tyler
John Tyler (1790. március 29. – 1862. január 18.) az Amerikai Egyesült Államok 10. elnöke.

## Élete
Ő volt az első alelnök, aki a hivatalban lévő elnök (William Henry Harrison) halála miatt kapta meg az elnöki tisztséget.
Virginiában született 1790-ben. Neveltetésében gyökerezett az a nézete, miszerint az alkotmányt szűken kell értelmezni. Ez a meggyőződés egész életében elkísérte. A William and Mary Főiskolán tanult jogot, majd 1811-tól 1816-ig a virginiai törvényhozásban szolgált, 1817 és 1821 között pedig az USA Képviselőházában működött Virginia állam képviselőjeként. Tyler a legtöbb nacionalista törvény ellen szavazott és ellenezte a Missouri-kompromisszumot. 1828-tól szenátor lett, és vonakodva bár, de támogatta Andrew Jackson elnökségét. Tyler hamarosan csatlakozott az államok jogait előtérbe helyező déliekhez a Kongresszusban, akik összefogtak Henry Clay-jel, Daniel Websterrel és az általuk újonnan alakított Whig Párttal Jackson elnöksége ellen.
A Whig Párt 1840-ben alelnöknek jelölte Tylert, ettől várva a déli, inkább az államok jogait favorizáló szavazók támogatását, akik nem tudták elviselni a Jacksoni demokráciát. Clay, hogy pártvezetői szerepét megtarthassa, ideiglenesen minimalizálta nacionalista nézeteit; Webster pedig jeffersoni demokratának vallotta magát, de a választás után végül mindketten megpróbáltak túltenni az „Öreg Tippecanoe”-n (William Henry Harrison beceneve, melyet a tippecanoe-i csata után kapott).
Harrison elnök mindössze egy hónapnyi elnökség után bekövetkezett váratlan halála – az USA történelmében először – hatalomra juttatta az alelnököt, vagyis Tylert. A Whig Párt nem riadt meg, bár Tyler ragaszkodott hozzá, hogy minden elnöki hatalmat maradéktalanul gyakorolhasson. Beiktatási beszédet is mondott, és annak tartalma a whig politikával megegyezőnek tűnt. A whigek bíztak benne, hogy az elnök követi a programjukat, ám csalódniuk kellett.
Tyler kompromisszumkész volt a bankrendszer kérdésében, de Clay nem engedett. Nem fogadta el Tyler államkincstárrendszerét, az elnök pedig megvétózta Clay törvénytervezetét, amivel több államban hozott volna létre nemzeti banki ágazatot. Egy hasonló törvénytervezetet fogadott el a kongresszus, de Tyler állami jogokra hivatkozva ezt is megvétózta. Megtorlásul a Whigs kizárta a pártból. A egész kabinet lemondott Webster külügyminisztert kivéve. Egy évvel később, amikor Tyler kétszer megvétózta az országos bank törvénytervezetét, a Képviselőházban benyújtották az első felelősségre vonási eljárásra (impeachment) vonatkozó javaslatot az elnök ellen. Egy bizottság, melyet John Quincy Adams képviselő vezetett, bejelentette, hogy az elnök visszaélt a vétójoggal, de a javaslat végül megbukott.
Tyler és a whig többségű Kongresszus nézeteltérései ellenére, az elnök nevéhez sok hasznos intézkedés fűződik:
- A "log cabin" törvény (hivatalos nevén Preemption Act) bevezette az elővásárlási jogot: lehetővé tette, hogy a telepesek a nyilvános eladásra bocsátás előtt 160 hektárt igényelhessenek a közös földekből, és a hektáronkénti 1,25 dolláros árat később fizessék ki.
- 1842-ben Tyler aláírt egy, az északi gyártókat védő illetéki törvénytervezetet.
- A Webster-Ashburton egyezmény véget vetett britekkel folyó, Kanada határai feletti vitáknak.
- 1845-ben Tyler aláírta a Texas tagállammá fogadásáról szóló törvényt.

Ez az állami jogi adminisztráció megerősítette az elnöki rangot, de tovább fűtötte a regionális elhatárolódást, ami polgárháború felé sodorta az országot. Tyler a ciklusa végére lecserélte az eredeti Whig kabinetet déli konzervatívokra. 1844-ben John C. Calhoun lett a külügyminiszter. Később ezek az emberek visszatértek a Demokrata Párthoz, s mindent elkövettek az államok jogainak megóvása érdekében (ültetvényes érdekek, rabszolgaság intézménye). A Whig Párt egyre inkább az északi vállalati- és farmgazdaságot támogatta.
Amikor az első déli államok 1861-ben elszakadtak Tyler vezetett egy kiegyezési mozgalmat. Miután ez megbukott, a Déli Konföderáció létrehozásán dolgozott. 1862-ben meghalt.

## Ifjúkor
John Tyler 1790. március 29-én született a virginiai Charles City megyében. Apja John Tyler, anyja Mary Armistead Tyler. Szülei, hét testvérével együtt a régió elit dzsentrijei közé szánták. Kitűnő nevelésben és oktatásban részesült. Apja – aki Thomas Jefferson személyes jóbarátja volt – 4 km2-nyi dohányültetvényt birtokolt több tucatnyi rabszolgával, továbbá bíróként is tevékenykedett a richmondi területi bíróságon, ahol állami jogokat favorizáló álláspontja biztosította vezető pozícióját. Mikor Tyler hétéves volt, anyját elvitte egy szélütés. Tizenkét évesen felvették a William and Mary Főiskola előkészítőjére, ahonnan három évvel később beiratkozott a rendes képzésbe. 1807-ben diplomázott tizenhét évesen.

## Ügyvédi és politikai karrier
A College of William and Mary befejezése után apjával tanul jogot, aki akkora már Virginia kormányzója (1808–1811). Tyler támogatta az 1812-es brit–amerikai háborút, mi több maga is vezetett egy kisebb milíciát, bár harcba sosem keveredett. 1811-től a virginiai képviselőház tagja, 1816-ban kinevezik az állami konzulátus tagjává.

### Az Egyesült Államok Képviselőháza
Demokrata-Republikánusként választották be az Amerikai Egyesült Államok tizennegyedik kongresszusába az elhunyt John Clopton helyére. Később újraválasztották a Tizenötödik és Tizenhatodik Kongresszusba is, így a Képviselőházban szolgált 1816. december 17-től 1821. március 3-ig. A Missouri-kompromisszumot ellenző tábor vezetője.

### Virginiai politika
Tyler visszautasította 1820-as jelölését a kongresszusba rossz egészségi állapotára hivatkozva. Helyette a Virginiai képviselőház Charles City megyei tagja 1823-tól 1825-ig, ezután pedig Virginia kormányzójává választják. Széles körben ismert volt nacionalista törvényjavaslatok elleni szavazásairól. 1829-ben és 1830-ban a Virginia állami alkotmányozó gyűlés tagja. Ebben az időszakban komoly változások zajlottak le az amerikai politikában. Az 1824-es választások után az akkor domináns Demokrata-Republikánus párt - melynek ő is tagja volt - két részre szakadt. Az Andrew Jackson vezette frakcióból később a Demokrata párt, a John Quincy Adams és Henry Clay által vezetettből a Whig párt alakul majd ki. 1824-ben Tyler még Adams támogatója volt, később azonban, mivel Adams nemzeti szinten pénzelt belső fejlesztéseket támogatott, Tyler inkább Jackson oldalára állt, és demokrata lett.

### Szenátus
Tylert 1827-ben jacksoniként választották be a szenátusba. 1833-ban újraválasztották, de 1836-ban lemondott. Kiállt Jackson mellett mind az 1828-as, mind az 1832-es választásokon, de az 1832-33-as nullifikációs krízistől kezdve fokozatosan eltávolodott a Jacksoni Demokratáktól. A krízis során Tyler ellenezte a törvényjavaslatot, amely lehetővé tette volna Jackson számára, hogy fegyveres erővel gyűjtse be a dél-karolinai tarifa bevételeket. Míg a tervezetet ellenző többi szenátor tartózkodott, ő nemmel szavazott, így az eredmény 32-1 lett. 1836-ban Tyler már közelebb volt Henry Clay Whig pártjához, mint Jackson Demokratáihoz. Még abban az évben a virginiai törvényhozás felszólította szenátorait, hogy szavazatukkal támogassák a Szenátus 1834-es Jacksonra mért megrovásának törlését a jegyzékből, ám ő inkább lemondott mintsem megtegye.

### 1836-os választások
1836-ban a Whigek nem voltak elég szervezettek ahhoz, hogy nemzetgyűlést tartsanak és jelöljenek valakit Jackson választott utódja, Martin Van Buren ellen. Ehelyett úgy határoztak, hogy kineveznek három regionális jelöltet, Daniel Webstert, William Henry Harrisont és Hugh Whiteot. Tyler alelnök jelölt volt és bizonyos államokban Harrisonnal, másokban White-tal indult. Harmadik lett 47 elektori szavazattal.

### Visszatérés a virginiai politikába
Miután kilépett a Szenátusból, Tyler a virginiai képviselőház williamsburg tagjaként folytatta pályafutását. 1839-ben szóvivővé (Speaker of the House) választották.

## 1840-es választások
Tyler a Whig gyűlésen Henry Clay jelölését támogatta. Miután Clayről lemondtak William Henry Harrison javára Tylert alelnöknek jelölték. Ellenfeleik Martin Van Buren és Richard M. Johnson demokrata tisztviselők. A Whigek 1840-es kampányszlogenjei ("Log Cabins and Hard Cider", "Tippecanoe and Tyler too") a leghíresebbek között vannak az amerikai politikában. 234-60 elektori szavazattal, és 53%-47%-os népi szavazati előnnyel megnyerték a választást, így Tyler lett az USA 10. alelnöke.

## Alelnökség 1840–1841
Tyler csak addig maradt Washingtonban míg alelnöki beavatása befejeződött és véget ért a másnapi szenátusi ülés, amin megerősítették Harrison kabinetjét. Március 5-én visszatért williamsburgi otthonába, még a szenátusi ülésszak lezárulását sem várva meg. Tyler április 1-én értesült Harrison betegségéről, de nem érezte szükségesnek, hogy Washingtonba utazzon. Négy nappal később azonban két futár érkezett a külügyminisztériumtól az üzenettel, hogy Harrison egy nappal korábban elhunyt.

## Elnökség 1841–1845
Harrison váratlan halála nagy kavarodást okozott a vezetésben. Azelőtt sosem fordult elő, hogy egy elnök még hivatali ideje alatt haljon meg. Az Alkotmány az ilyen esetbeni teendőkkel kapcsolatban nem fogalmazott tisztán, így egyesek szerint Tyler csak az elnöki hatalmat és kötelességeket gyakorolhatta volna, mások viszont a státusz teljes átruházását tartották szükségesnek. Még nagyobb probléma volt, hogy míg Harrison demokrata volt, Tyler a Whigekhez tartozott. Tyler kijelentette, hogy ettől a pillanattól kezdve ő az Amerikai Egyesült Államok elnöke. A kongresszusi ellenzék tagjai viszont azt akarták, hogy csak ügyvezetőként kormányozzon és tartsa meg az alelnöki státuszt.
1841. április 6-án Tyler letette a hivatali esküt, és az ország történelmében először alelnökből elnökké lépett elő. Ez precedensértékű döntés volt, amit a 19. és 20. század során több alkalommal is követtek. Ennek ellenére a Tyler hatalomátvételéhez hasonló esetek jogi státuszát csak 1967-ben helyezték szilárd alkotmányos alapokra a huszonötödik alkotmánymódosítással. Bár kinevezésébe beleegyezett a kabinet és később a szenátus és a képviselőház is, sokan soha nem fogadták el valódi elnöknek. Idővel egyre többen tagadták meg elnöki rangját, míg végül egy politikai párt sem fogadta be. Így egyik lett abból a három elnökből (George Washington és Andrew Johnson mellett), akik nem tartoztak egyetlen párthoz sem hivatali idejük legalább egy részében.

## Magánélet

### Házasság és Gyerekek
Kétszer házasodott és tizenöt gyermeke született. Első felesége Letitia Christian Tyler, aki nyolc gyermeket szült (Mary Tyler (1815–47); Robert Tyler (1816–77); John Tyler (1819–96); Letitia Tyler (1821–1907); Elizabeth Tyler (1823–50); Anne Contesse Tyler (1825); Alice Tyler (1827–54); Tazewell Tyler (1830–74)). Letitia a Fehér Házban halt meg 1842-ben.
Második felesége Julia Gardiner Tyler (1820. július 23. – 1889. július 10.). Hét gyermekük született (David Gardiner Tyler (1846–1927); John Alexander Tyler (1848–83); Julia Gardiner Tyler (1849–71); Lachlan Tyler (1851–1902); Lyon Gardiner Tyler (1853–1935); Robert Fitzwalter Tyler (1856–1927); Pearl Tyler (1860–1947)). 2016-ban két élő unokája van, ifjabb Lyon Gardiner Tyler (1924–) és Harrison Ruffin Tyler (1928–)

### Halála

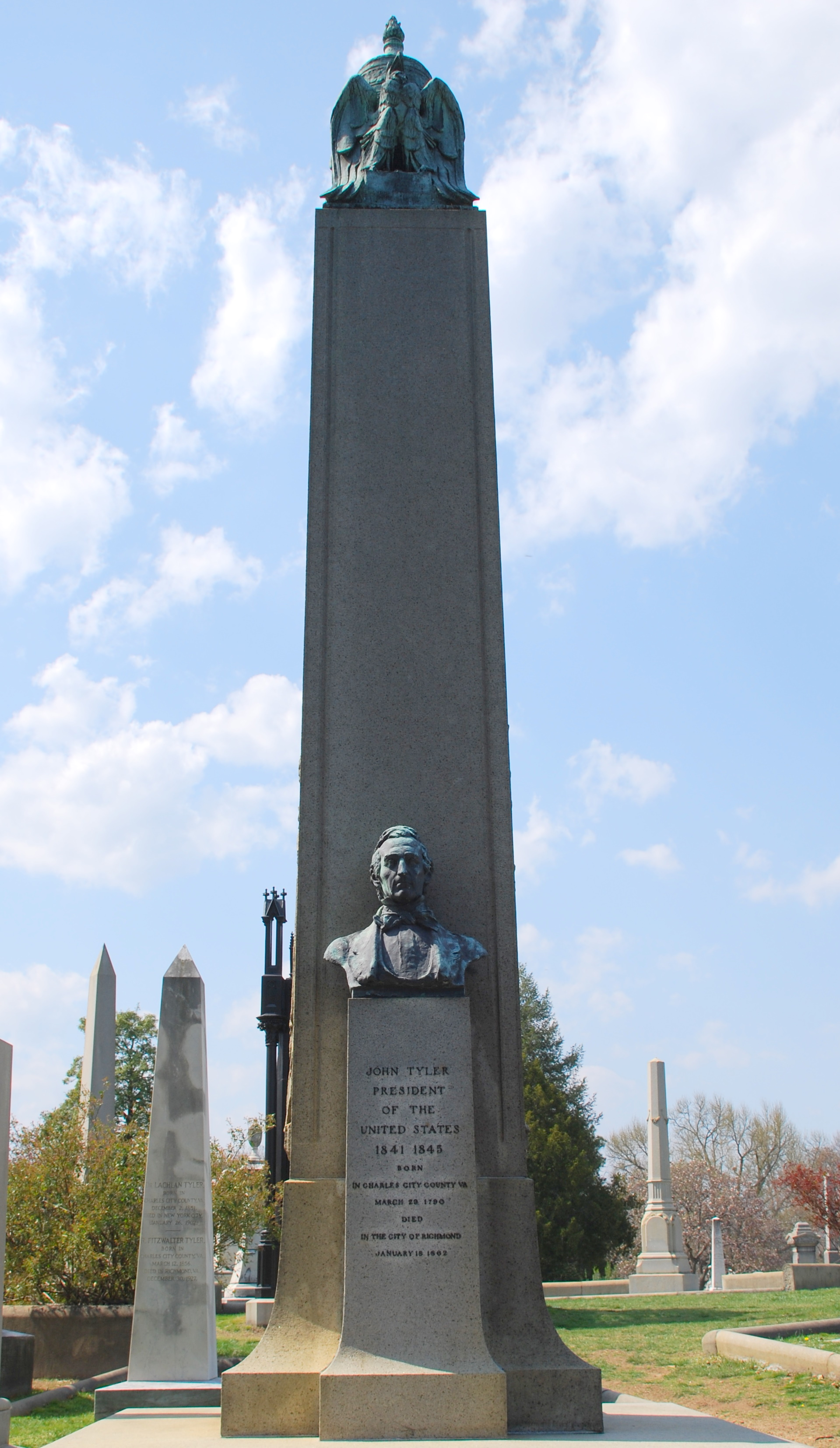
Tyler sírja a Hollywood Temetőben

Egész életében egészségügyi problémákkal küszködött. Minden télen gyakori megfázások gyötörték, elnöksége után pedig sorozatos dizentériás megbetegedései, élete utolsó éveiben pedig rendszeres fájdalmai voltak. 1862-ben a Konföderációs Kongresszuson hidegrázásra és szédülésre panaszkodott, majd hányt és összeesett. Fel tudták éleszteni, de másnap ismét megtörtént ugyanez. Végül valószínűleg egy stroke vitte el.
Utolsó szavai: „I am going now, perhaps it is for the best.” („Most elmegyek, talán így a legjobb.”)
A Hollywood Temetőben nyugszik a virginiai Richmondban.

## Elődök és utódok
| Elődje: William Henry Harrison | Az Amerikai Egyesült Államok elnöke 1841. április 4. – 1845. március 4. | Utódja: James Knox Polk |

| Elődje: Richard M. Johnson | Az Amerikai Egyesült Államok alelnöke 1841. március 4. – 1841. április 4. | Utódja: George M. Dallas |

| Elődje: James Pleasants | Virginia kormányzóinak listája 1825. december 10. – 1827. március 4. | Utódja: William Branch Giles |

## Fordítás
- Ez a szócikk részben vagy egészben  a   John Tyler című angol Wikipédia-szócikk fordításán alapul.  Az eredeti cikk szerkesztőit annak laptörténete sorolja fel. Ez a jelzés csupán a megfogalmazás eredetét és a szerzői jogokat jelzi, nem szolgál a cikkben szereplő információk forrásmegjelöléseként.